# 鳳倉駅
鳳倉駅（朝鮮語: 봉창역、ポンチャンえき）は朝鮮民主主義人民共和国平安南道北倉郡にある朝鮮民主主義人民共和国鉄道省戴建線の駅である。

## 隣の駅
朝鮮民主主義人民共和国鉄道省
戴建線
草坪駅 - 鳳倉駅